# Eric Koston
Eric Koston (29 d'abril de 1975, Bangkok) és un patinador de monopatí professional (pro-skater) estatunidenc d'origen tailandès. És considerat un dels patinadors més influents de la història tant per les seves revolucionàries parts en vídeos de skate com per les competicions i premis guanyats (tres X-Games o el Skater of the Year 1996), i per haver inventat/popularitzat un truc, actualment molt comú, anomenat k-grind (abreviació de koston grind). Eric Koston també és present en nombrosos videojocs de monopatí. És co-propietari de la marca de roba Fourstar Clothing juntament amb el pro-skater Guy Mariano) i co-propietari del skatepark/web "The Berrics", juntament amb el pro-skater Steve Berra.

## Biografia
Eric Koston va néixer a Bangkok, Tailàndia, l'any 1975. Els seu pare, Bob Koston, era un militar estatunidenc de les Forces Aèries destinat a Tailàndia, on va conèixer Wanida, la que acabaria sent la seva dona. Quan l'Eric tenia menys d'un any d'edat, la seva família es va traslladar a viure a San Bernardino, Califòrnia (Estats Units), perquè allà hi havia la base de les forces aèries. Pocs anys després, els seus pares es van separar. Eric Koston va començar a patinar l'any 1986, amb 11 anys, i va obtenir el primer sponsor (patrocini) l'any 1991 (16 anys). Es va convertir en patinador professional l'any 1993, amb només 18 anys. Els seus principals patrocinis han sigut la marca de taules Girl, les marques de sabatilles de skate éS, Lakai i Nike, la marca d'eixos Independent Trucks i les rodes Spitfire wheels. Actualment està casat amb Ashley Koston, amb qui tenen una filla i un fill.

## Filmografia
Llista d'algunes pel·lícules de skate on participa Eric Koston:
- Nike SB - "Chronicles 3" (2016)
- Girl/Chocolate - Pretty Sweet (2012)
- Lakai - Fully Flared (2007)
- Girl - Yeah Right! (2003)
- Chomp on This (2002)
- éS - Menikmati (2000)
- Girl - Mouse (1996)
- Etnies - High 5 (1995)
- Girl - Goldfish (1993)
- H-Street – Next Generation (1992)